# Bumka pylaon
Bumka pylaon är en insektsart som beskrevs av Rauno E. Linnavuori 1969. Bumka pylaon ingår i släktet Bumka och familjen dvärgstritar. Inga underarter finns listade i Catalogue of Life.